# Awel
Awel is de telefonische en online hulplijn voor kinderen en jongeren in Nederlandstalig België. Tot 17 mei 2012 was de hulplijn bekend als de Kinder- en Jongerentelefoon (KJT). Awel is bereikbaar via chat, e-mail, telefoon en een forum.

## Geschiedenis
De Kinder- en Jongerentelefoon werd opgericht in 1981. Het Gentse theatergezelschap Stekelbees, dat zich richtte naar kinderen en jongeren, kreeg na zijn voorstellingen dikwijls vragen van kinderen. Zo ontstond het idee om een kindertelefoon op te richten.
Oorspronkelijk werd de telefoon bemand in de zes afdelingen Gent, Hasselt, Brussel, Mechelen, Brugge en Antwerpen, elk met een eigen telefoonnummer. Een volgende stap was de invoering van één gemeenschappelijk nummer voor alle afdelingen: 078/151413. Dit nummer was echter niet gratis te bereiken. Vanuit het kabinet van de Vlaamse minister van Welzijn streefde men naar een lagere drempel, eerst door het gratis 0800-nummer (2004), later door de definitieve toekenning van het gratis "noodnummer" 102 aan de Kinder- en Jongerentelefoon voor heel Nederlandstalig België. Toen werden ook afdelingen in Leuven en Turnhout opgericht.
Kinderen konden ook brieven schrijven naar de Kinder- en Jongerentelefoon. In 1999 bereikte de populariteit van brieven schrijven een dieptepunt en werd de brievenservice afgeschaft. In dat jaar zette de hulplijn de eerste stappen naar e-mailhulpverlening. Ook vandaag nog kunnen kinderen en jongeren e-mailen naar Awel via het e-mailadres op de website. In 2005 voegde de toenmalige Kinder- en jongerentelefoon een chat toe aan haar kanalen.
Kinderen en jongeren kunnen ook gebruik maken van een online forum, een plek volledig voor en door jongeren. Waar het forum vroeger door volwassenen gemodereerd werd, wordt het sinds 2017 gemodereerd door J-Awel, minderjarige beantwoorders die door Awel zijn opgeleid. Zo wil Awel lotgenotencontact ondersteunen.

## Doelstelling en werking
Awel luistert naar kinderen en jongeren met een vraag, een verhaal en/of een probleem. Alle kinderen en jongeren kunnen Awel anoniem contacteren over alles wat hen bezighoudt. Awel is er voor hen door te luisteren, mee te voelen en mee te denken.
Awel wil een aanspreekpunt voor kinderen en jongeren zijn, via een voor de hand liggend, gratis en makkelijk bereikbaar contactkanaal. Awel gelooft sterk in de kracht van kinderen en jongeren en neemt hen serieus. Waar nodig signaleert Awel tendensen, onder meer aan de hand van een jaarlijks onderzoek over een populair gespreksthema of door haar jaarcijfers te publiceren en te kaderen. De organisatie deed al kwalitatief onderzoek naar de gespreksthema's ouder-kind relatie, suïcide, coping en veerkracht, scheiding en verliefdheid en relaties.
Awel tracht jongeren zo veel mogelijk zelf een antwoord te bieden. Jongeren die contact opnemen verwachten dat ook, en voor wie de moed verzamelde om te bellen voelt doorverwezen worden vaak aan als een teleurstelling. Soms is doorverwijzing naar een meer gespecialiseerde dienst- of hulpverlening toch nodig. Awel maakt die doorverwijzing dan zo concreet mogelijk door bij de jongere te polsen of die een vertrouwenspersoon kent die eventueel kan meegaan naar de meer gespecialiseerde hulp, of door die volgende contactname samen voor te bereiden. Awel biedt op haar website per gespreksthema ook een lijst met interessante websites of adressen aan waar de jongere meer informatie over verdere opvolging kan krijgen. De organisatie geeft zelf nooit gespreksgegevens door aan derden, tenzij in een uitzonderlijke noodsituatie.
De beantwoorders van de contactkanalen werken volledig vrijwillig. Wie interesse heeft om vrijwilliger te worden, dient zich in te schrijven voor een infoavond en te slagen voor een afstemmingsgesprek. Daarna volgt een intensieve opleiding van zo'n zes maanden waarin de kandidaat gesprekstechnieken aanleert en vertrouwd wordt gemaakt met de leefwereld van kinderen en jongeren en populaire of actuele gespreksthema's. Onderdeel van de opleiding is ook een periode van stage: de kandidaat leest of luistert mee tijdens de permanentie van een ervaren beantwoorder, en wordt daarna ook door een ervaren beantwoorder geobserveerd en begeleid tijdens de eerste eigen permanenties.